# Eremiaphila typhon
Eremiaphila typhon es una especie de mantis de la familia Eremiaphilidae.

## Distribución geográfica
Se encuentra en in Egipto, Argelia, Arabia Saudita, India, Libia, Nigeria, Siria y Chad.